# Pycnogonum nodulosum
Pycnogonum nodulosum är en havsspindelart som beskrevs av Dohrn, A. 1881. Pycnogonum nodulosum ingår i släktet Pycnogonum och familjen Pycnogonidae. Inga underarter finns listade i Catalogue of Life.